# MEarth
MEarth とは、アメリカ国立科学財団が設立した太陽系外惑星を探査するための天文台で、惑星が恒星の手前を横切る際の減光を観測する手法（食検出法）により惑星の検出を行っている。太陽と比べ小さく暗い赤色矮星（M型主系列星）のみを観測対象としており、そのためMEarthと呼ばれる。

## 概要
MEarth はアメリカ・アリゾナ州のホプキンズ山にあるフレッド・ローレンス・ホイップル天文台内に設置されている。観測システムは口径40cmの望遠鏡8台から構成され、自動で約2000個の恒星の変光を監視している。計画の主導者はデイビッド・シャルボノーである。
MEarth 計画は、スペクトル型M型の赤色矮星の周囲に、半径が地球の2倍以上の生命の居住可能なスーパーアース（巨大地球型惑星）を食検出法で発見することを目的としている。MEarthに類似した系外惑星探査計画では太陽に似た星を主な観測対象としている場合が多いが、MEarth計画で赤色矮星が対象に選ばれたのは次の理由による - 食検出法は恒星の近くを公転する惑星の観測に適しているが、太陽のような比較的明るい恒星の周囲では、そのような軌道の惑星は高温になりすぎて生命の可能性は見込めない。しかし、太陽と比べて光度の小さい赤色矮星の場合は、恒星に近い惑星でも温度が上がりすぎないため、公転周期が短く観測が容易でかつ居住可能な惑星が存在することが期待できる。

## 成果
2009年、MEarthは最初の惑星の発見を報告した。この天体は GJ 1214 と呼ばれる赤色矮星の周囲を公転しており GJ 1214 bと名づけられた。質量と半径はそれぞれ地球の6.6倍・2.7倍と見積もられ、平均密度や温度の推定から液体の水が存在すると考えられている。ただし、この惑星は海洋が惑星の奥深くまで続く海洋惑星で、地球より気温が高く、濃厚な水素とヘリウムの大気を持つと推測されるなど地球とは異なった環境にあると考えられており、居住可能な惑星といえるかどうかは定かではない。
また、観測の副産物として惑星の他に赤色矮星の食連星を発見している。
MEarthの研究チームは、M型の赤色矮星のうち10%が居住可能な惑星を持っていると仮定すると、MEarth計画によって計算上は2.6個の居住可能な惑星が見つかることになると述べている。

### 発見した天体
- GJ 1214 b - 太陽系外惑星
- GJ 3236 - 連星であることを発見
- LHS 1140b[1]